# (27968) Bobylapointe
Cet article possède un paronyme, voir Bobby Lapointe (homonymie).
(27968) Bobylapointe est un astéroïde de la ceinture principale.

## Description
(27968) Bobylapointe est un astéroïde de la ceinture principale. Il fut découvert par le programme ODAS le 3 octobre 1997 à Caussols. Il présente une orbite caractérisée par un demi-grand axe de 2,41 UA, une excentricité de 0,153 et une inclinaison de 0,87° par rapport à l'écliptique.
Il fut nommé en hommage au chanteur français Boby Lapointe (1922-1972), célèbre pour ses chansons pleines de jeux-de-mots et d'allitérations. Il était également mathématicien et inventa en 1968 un système de comptage hexadécimal nommé système Bibi-binaire.

## Compléments